# くずはタワーシティ

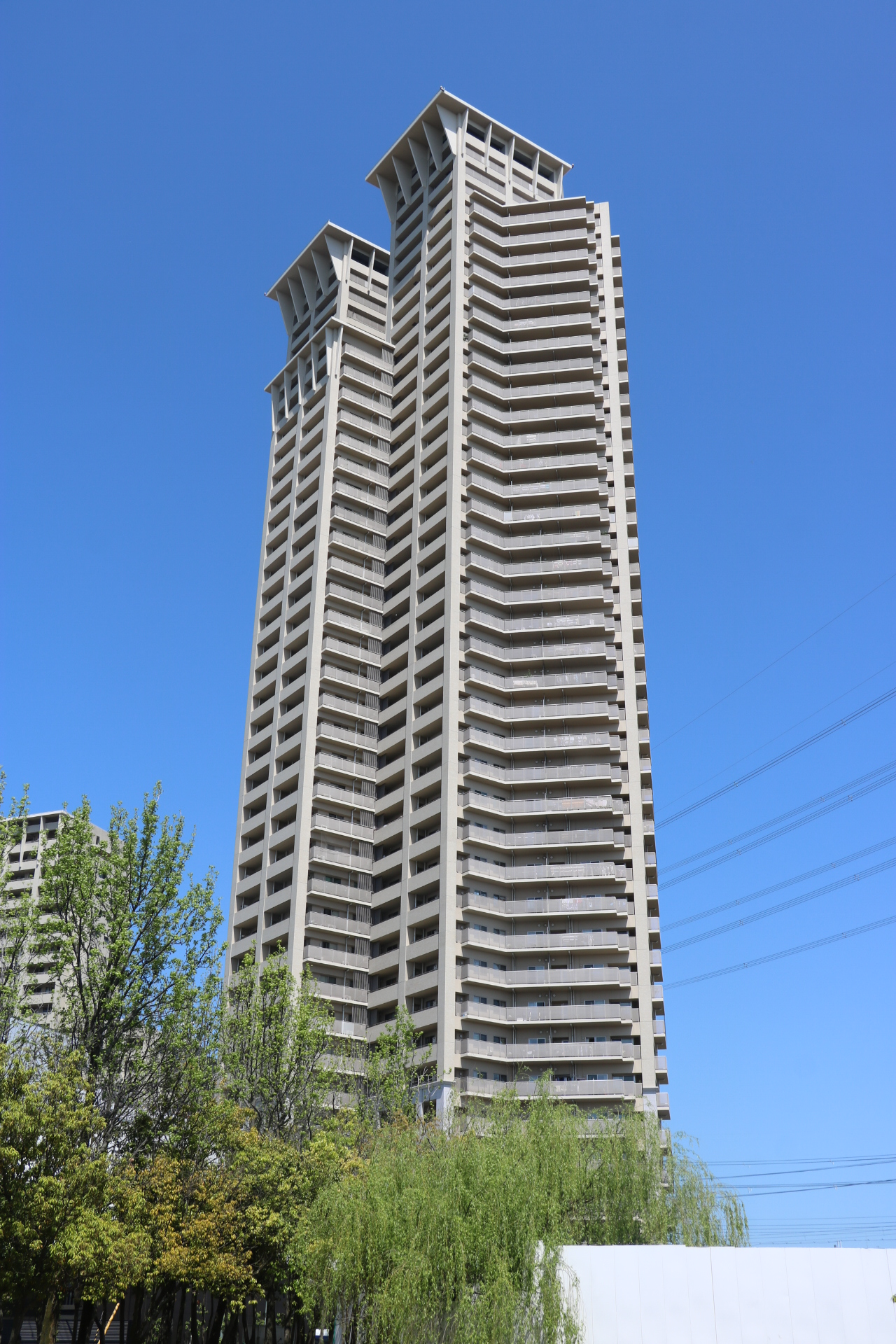
T棟

くずはタワーシティは、大阪府枚方市にある超高層マンション。

## 概要
京阪電気鉄道が開発したくずはローズタウンというニュータウンに位置する。京阪本線樟葉駅に隣接するくずはモールと連結する。敷地面積は14,402.08平方メートル。
超高層棟(T棟)の他、3棟の中高層棟、フィットネス棟の5棟からなっている。
超高層棟(T棟)は、高さ136.8m、41階建てで、戸数は273戸。2003年に完成。完成当時は、世界で最も高い免震住宅だった。最上階からは、枚方市、高槻市、八幡市などが一望できる。
なお、高層棟(A棟)は24階建て・112戸。中層棟(B棟)は13階建て・56戸。中層棟(C棟)は11階建て・47戸。フィットネス棟は4階建てである。マンションの運営は京阪電気鉄道である。

## 周辺
- くずはモール
- 枚方市立樟葉西小学校
- 大阪歯科大学
- 淀川
- くずはゴルフ場
- トップワールド
- 阪急オアシス